# 小行星6597
小行星6597（英語：6597 Kreil）是一颗围绕太阳公转的小行星。1988年1月9日，安東寧·姆爾科斯在克列特发现了此天体。
这颗小行星的绝对星等为21.76263122257583等。